# تپه چشمه کره
 تپه چشمه کره مربوط به قرون میانی اسلامی است و در شهرستان خرم‌آباد، بخش پاپی، دهستان گریت، ۲۰۰ متری شرق روستای چشمه کره واقع شده و این اثر در تاریخ ۸ بهمن ۱۳۸۵ با شمارهٔ ثبت ۱۷۰۱۷ به عنوان یکی از آثار ملی ایران به ثبت رسیده است.